# Championnats d'Europe de nage en eau libre 2008
Navigation
1993 2011
La quatrième édition des Championnats d'Europe de nage en eau libre, ou onzième mise en jeu des titres européens de nage en eau libre, se déroule du 9 au 14 septembre 2008 à Dubrovnik en Croatie. Non mis en jeu à l'occasion des Championnats d'Europe de natation 2008 tenus à Eindhoven aux Pays-Bas, les titres continentaux de nage en eau libre le sont lors de championnats distincts des autres disciplines de la natation pour la première fois depuis 1993. Deux changements importants sont effectués dans le cadre du programme des épreuves. Auparavant disputé sous la forme d'une course en ligne, le 5 km est désormais nagé sous la forme d'un contre-la-montre dans lequel les concurrents s'élancent avec un intervalle d'une minute. Par ailleurs, l'épreuve mixte du 5 km par équipe contre-la-montre fait son apparition au sein du programme. Trois nageurs — un homme, une femme et un troisième nageur au sexe non imposé — d'un même pays disputent la course, le chronomètre étant finalement arrêté lorsque le dernier des trois nageurs a terminé le parcours.
C'est la seconde fois que la région accueille cette compétition puisque la toute première édition de la compétition fut disputée dans la ville croate de Stari Grad, alors en Yougoslavie. Cent onze sportifs, soixante hommes et cinquante et une femmes, venus de vingt-deux pays, se disputent les sept titres au large de Dubrovnik dans la mer Adriatique.

## Délégations
Vingt-deux pays participent aux championnats qui voient l'Italie présenter la plus forte délégation avec treize nageurs.
| - Pays - Total (hommes + femmes) - Allemagne 6 (3 + 3) - Autriche 1 (1 + 0) - Bosnie-Herzégovine 1 (1 + 0) - Bulgarie 1 (1 + 0) - Croatie 7 (5 + 2) - Espagne 8 (2 + 6) - France 8 (6 + 2) | - Grèce 3 (2 + 1) - Hongrie 10 (5 + 5) - Israël 1 (1 + 0) - Italie 13 (6 + 7) - Macédoine 1 (1 + 0) - Monténégro 2 (0 + 2) - Pays-Bas 5 (2 + 3) - Portugal 3 (2 + 1) | - République tchèque 6 (5 + 1) - Royaume-Uni 9 (5 + 4) - Russie 12 (6 + 6) - Serbie 3 (1 + 2) - Slovénie 3 (1 + 2) - Suisse 3 (1 + 2) - Ukraine 5 (3 + 2) |

## Podiums
| Épreuves                         | Or                                                              | Argent                                                                          | Bronze                                                                     |
| Femmes                           | Femmes                                                          | Femmes                                                                          | Femmes                                                                     |
| -------------------------------- | --------------------------------------------------------------- | ------------------------------------------------------------------------------- | -------------------------------------------------------------------------- |
| 5 km contre-la-montre            | Rachele Bruni (ITA) 58 min 50 s 7                               | Britta Kamrau-Corestein (GER) 59 min 16 s 1                                     | Alice Franco (ITA) 59 min 39 s 0                                           |
| 10 km                            | Larisa Ilchenko (RUS) 2 h 0 min 30 s 9                          | Martina Grimaldi (ITA) 2 h 0 min 31 s 4                                         | Alice Franco (ITA) 2 h min 0 min 32 2                                      |
| 25 km                            | Margarita Domínguez (ESP) 5 h 38 min 35 s 3                     | Britta Kamrau (GER) 5 h 39 min 0 s 2                                            | Anna Uvarova (RUS) 5 h 39 min 6 s 6                                        |
| Hommes                           |                                                                 |                                                                                 |                                                                            |
| 5 km contre-la-montre            | Spyrídon Yanniótis (GRE) 52 min 57 s 2                          | Jan Wolfgarten (GER) 53 min 55 s 7                                              | Thomas Lurz (GER) 54 min 4 s 3                                             |
| 10 km                            | Thomas Lurz (GER) 1 h 52 min 48 s 9                             | Evgeny Drattsev (RUS) 1 h 52 min 50 s 6                                         | Toni Franz (GER) 1 h 52 min 53 s 0                                         |
| 25 km                            | Valerio Cleri (ITA) 4 h 29 min                                  | Joanes Hedel (FRA) 4 h 32 min 40 s 9                                            | Dmitry Solovyev (RUS) 4 h 34 min 2 s 4                                     |
| Mixte                            |                                                                 |                                                                                 |                                                                            |
| 5 km par équipe contre-la-montre | Italie Andrea Volpini Rachele Bruni Luca Ferretti 56 min 17 s 5 | Russie Daniil Serebrennikov Evgeny Drattsev Ekaterina Seliverstova 57 min 3 s 6 | Allemagne Jan Wolfgarten Britta Kamrau-Corestein Thomas Lurz 57 min 30 s 0 |

## Tableau des médailles
L'Italie domine le tableau des médailles mais également le classement final du Trophée du championnat calculé selon les résultats des deux meilleurs représentants d'un pays par épreuve. Avec 182 points, les Italiens devancent les Russes de six unités, les Allemands complétant le podium avec 154 points
| Rang  | Nation    | Or | Argent | Bronze | Total |
| ----- | --------- | -- | ------ | ------ | ----- |
| 1     | Italie    | 3  | 1      | 2      | 6     |
| 2     | Allemagne | 1  | 3      | 3      | 7     |
| 3     | Russie    | 1  | 2      | 2      | 5     |
| 4     | Grèce     | 1  | 0      | 0      | 1     |
| 4     | Espagne   | 1  | 0      | 0      | 1     |
| 6     | France    | 0  | 1      | 0      | 1     |
| Total | Total     | 7  | 7      | 7      | 21    |